# Cessford (Alberta)
Pour les articles homonymes, voir Cessford.
Cessford est un hameau (hamlet) de l'Aire spéciale No 2, situé dans la province canadienne d'Alberta.